# Daniel Vilela
Daniel Elias Carvalho Vilela (Jataí, 23 de octubre de 1983) es un abogado y político brasileño, afiliado al Movimiento Democrático Brasileño (MDB). Actualmente es vicegobernador del estado de Goiás . 

## Biografía
Daniel nació en Jataí, en el interior de Goiás. Es hijo de Maguito Vilela, exgobernador de Goiás, exsenador, ex alcalde de Aparecida de Goiânia y ex alcalde de Goiânia. Como su padre estaba inmerso en la vida pública, Daniel empezó muy pronto, trabajando en comités infantiles y luego asesorando directamente las campañas de su padre. En su juventud jugó al fútbol profesionalmente. Jugó en el Goiás Esporte Clube y en el Atlético Clube Goianiense, entre otros. Se licenció en Derecho y tiene un posgrado en Gestión Pública por la Fundación Getúlio Vargas (FGV). Está casado y tiene dos hijos.

## Trayectoria política
Daniel Vilela lidera el mayor partido de Goiás en número de militantes, el MDB, y fue el candidato del partido a gobernador de Goiás. Daniel contaba con el apoyo de los militantes del partido y de la entonces alcalde de Goiânia, Iris Rezende, que fue cable electoral de la campaña de Daniel.
En 2008 fue elegido concejal de Goiânia, con 8.380 votos. En la Cámara Municipal de Goiânia, fue líder del MDB y trabajó en el área de Educación, Ciencia y Tecnología, presidiendo la comisión de la Cámara en esta área. En las elecciones de 2010, se presentó a diputado estatal y obtuvo 37.382 votos, siendo uno de los diez candidatos más votados. En 2014, fue elegido diputado federal con más de 179.000 votos, lo que le convirtió en el segundo candidato más votado de Goiás. En la Cámara de Diputados, centró su trabajo en proyectos de modernización de la función pública y defensa del medio ambiente. Fue ponente del Programa de Protección al Empleo (PPE) y autor del proyecto de ley de creación de las universidades federales de Jataí y Catalão. También presentó un proyecto para revisar la política de telecomunicaciones de Brasil, centrándose en Internet e induciendo nuevas inversiones en infraestructura y tecnología. En 2016 presidió la Comisión Mixta de Cambio Climático (CMMC). Fue subjefe de la bancada de los BMD y miembro de la Comisión de Constitución, Redacción y Justicia de la Cámara de Diputados. Tras solo año y medio en el cargo, el Departamento Intersindical de Asesoramiento Parlamentario (Diap) lo incluyó en la lista de las personas más influyentes del Congreso. En febrero de 2016, fue elegido presidente del directorio regional del MDB en disputa con Nailton Oliveira, candidato vinculado al grupo de la exgobernadora Iris Rezende. Daniel Vilela obtuvo el 74% de los votos. Fue uno de los principales líderes de la oposición al gobernador Marconi Perillo (PSDB) en Goiás.
Votó a favor del proceso de destitución de Dilma Rousseff. Más tarde, votó a favor del PEC del Techo de Gasto Público. En abril de 2017, votó a favor de la Reforma Laboral. En agosto de 2017, votó en contra del proceso que pedía investigar al entonces presidente Michel Temer, contribuyendo a desestimar la denuncia del Ministerio Público Federal.

## Controversias
- Daniel Vilela es el impulsor del proyecto de ley N° 3453/2015, transformado en Ley N° 13.879/2019, que permite adecuar las concesiones de telefonía fija a su autorización, para estimular la competencia y las inversiones en el sector, como ocurre en la telefonía móvil, que sufrió el mismo cambio en 2001.
- Daniel Vilela estuvo implicado en la Operación Miqueias y apareció en una grabación de la Policía Federal en la que él y otros dirigentes, entre ellos un expresidente del MDB, aparecen almorzando con Luciane Hoepersque, detenida y condenada por el "Escándalo Pastinhas". El MPF, sin embargo, no encontró ninguna relación con la acusada, aparte del almuerzo con otros parlamentarios, y el diputado no apareció como acusado en la acción.

- El diputado federal creó el proyecto de ley que prohibía a los policías portar armas de fuego en bares, restaurantes y discotecas, pero nunca lo presentó.
- El diputado Daniel Vilela (MDB-GO) es el creador de un proyecto de ley que prevé la adopción del "Trabajo desde casa" en el sector público para permitir que los servidores públicos que no se desempeñan en atención al cliente y cuya productividad se pueda medir, tengan la oportunidad de trabajar desde casa algunos días a la semana dentro de un programa de home office. El beneficio tendría que estar vinculado a ganancias de productividad, como ocurre en algunos órganos del Poder Judicial.
- El diputado fue relator de la Medida Provisional que creó el Programa de Protección del Empleo (PPE), que contenía una enmienda que permite que los connios colectivos prevalezcan sobre la legislación laboral. Como no hubo consenso entre sindicatos y empleadores, la enmienda fue eliminada del proyecto por el propio Daniel.